# Mavag DVM 2
SM40 (oryginalne oznaczenie DVM 2) – manewrowa lokomotywa spalinowa produkcji węgierskiej, sprowadzona do Polski w 1958 roku w liczbie 10 sztuk, do roku 1960 oznaczana jako Lwe58.
Lokomotywy SM40 były pierwszymi pojazdami spalinowymi, które prócz pracy manewrowej mogły być wykorzystywane także w służbie liniowej, a ich import miał ułatwić podjęcie produkcji krajowej.
Pierwsze egzemplarze stacjonowały w DOKP Kraków i Szczecin. Ostatnią lokomotywę tego typu wycofano w roku 1992.
Sprowadzane od roku 1961 egzemplarze różniły się szczegółami budowy, więc nadano im oznaczenie SM41.